# SODAR

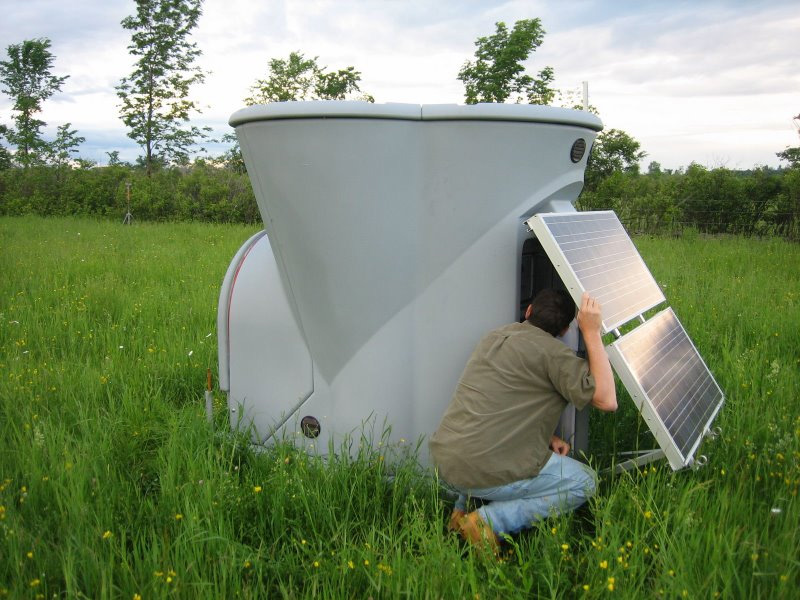
Sistema sodar portàtil per mesurar velocitat dels vents.

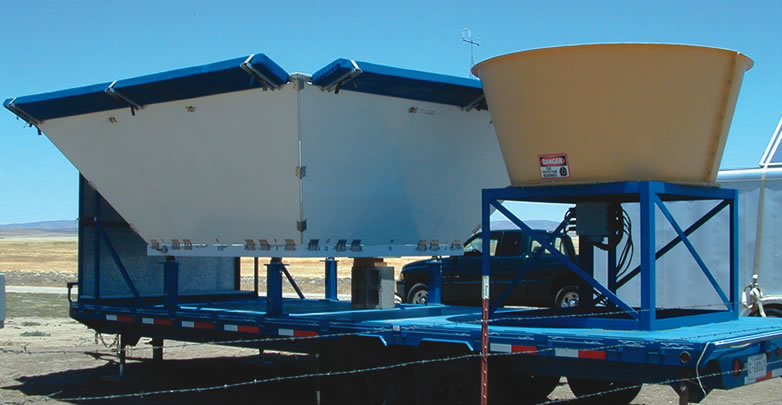
Sistema SODAR per mesurar perfils de vents.

SODAR (de l'anglès: SOnic Detection And Ranging), també escrit com sodar, és un instrument meteorològic també conegut com un perfilador dels vents que mesura la dispersió de les ones de so per la turbulència atmosfèrica. Els sistemes sodar es fan servir per a mesurar la velocitat del vent a diverses altituds per sobre del sòl, i l'estructura termodinàmica de les capes baixes de l'atmosfera.
Els sistemes sodar són com el radar excepte pel fet que es fan servir per a la detecció ones de so en lloc d'ones de ràdio. Altres noms del sodar inclouen sounder, echosounder i radar acústic (acoustic radar).